# Stazione di Stradella
La stazione di Stradella è una stazione ferroviaria posta sulla linea Alessandria–Piacenza, e capolinea della linea per Pavia, che si dirama dalla prima nella stazione di Broni.

## Storia

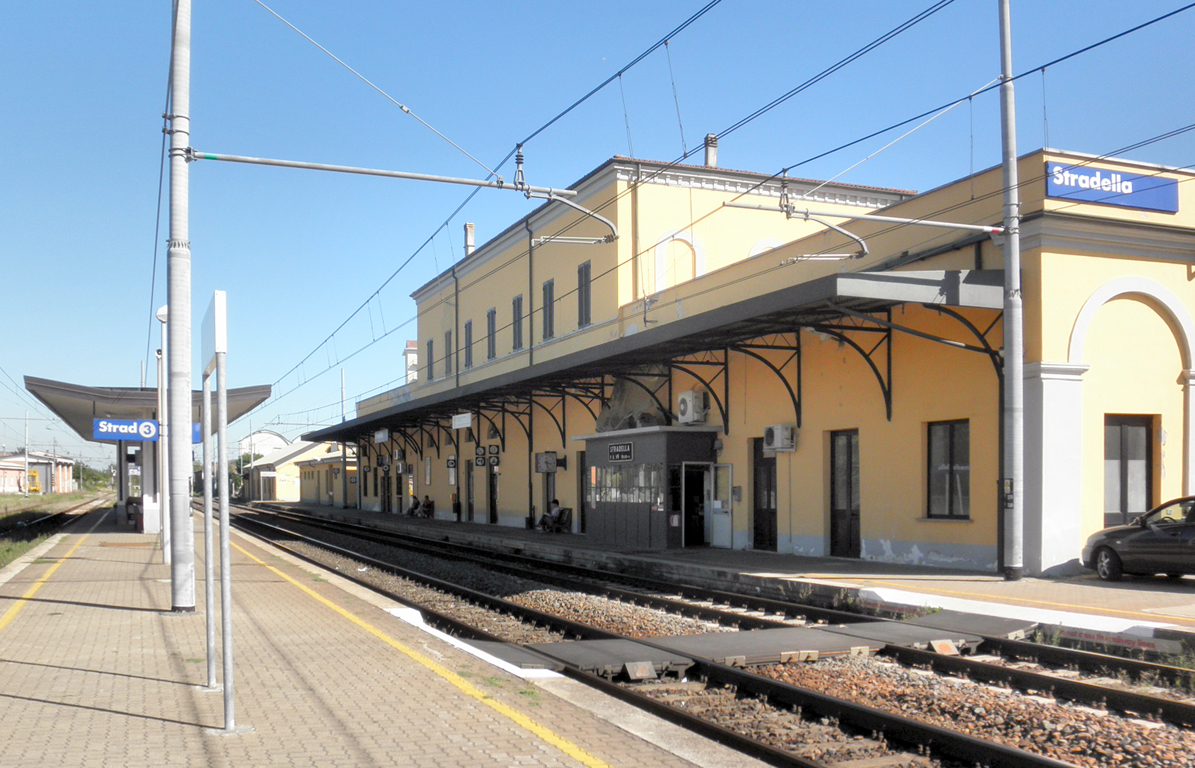
Il piazzale binari

La stazione entrò in funzione nel 1858 come capolinea provvisorio della linea da Alessandria, prolungata l'anno successivo a Piacenza.
Nel 1882 fu attivata la linea per Pavia.
Dal 1929 al 1956 sul piazzale esterno della stazione era posto il capolinea della tranvia elettrica per Santa Maria della Versa.

## Movimento
La stazione funge da capolinea dei treni regionali della relazione Milano-Pavia-Stradella-Piacenza che non sono prolungati sulla città emiliana, il servizio è espletato da Trenord nell'ambito del contratto di servizio stipulato con la Regione Lombardia. L'impianto è altresì servito da collegamenti regionali e regionali veloci con destinazione Alessandria, Genova e stagionalmente Rimini e Pesaro, espletati da Trenitalia Tper nell'ambito del contratto di servizio stipulato con la Regione Emilia-Romagna.